# Anja Nora Schulthess
Anja Nora Schulthess (geboren 1988 in Grabs) ist eine Schweizer Schriftstellerin und Journalistin.

## Leben
Anja Nora Schulthess studierte Philosophie und Literaturwissenschaften an der Universität Zürich. Ihren Master in Kulturanalyse, Allgemeiner und Vergleichender Literaturwissenschaft und Gender Studies schloss sie 2017 mit Auszeichnung ab und war anschließend als Literaturwissenschaftlerin an der Universität Zürich tätig.
Schulthess schrieb als Journalistin für die Luzerner Zeitung, Das Magazin, die Magazine Republik, Literarischer Monat, FRIDA Magazin, NZZ Campus sowie verschiedene  Kulturmagazine. In den Jahren 2021/2022 wirkte sie als Co-Leiterin des Zentralschweizer Kulturmagazins 041 – Das Kulturmagazin.
Als Autorin veröffentlichte Schulthess Essays, Lyrik und Prosa  bei verschiedenen Verlagen, darunter Edition8, Der gesunde Menschenversand, Diogenes, Diaphanes, Schüren und beim Amsel Verlag. Seit ihrem 2017 erschienen Lyrikdebüt worthülsen luftlettern dreck hielt sie Lesungen in der Deutschschweiz. Ihr Buch Das Packeis vermüllern zu den Untergrundzeitungen der Zürcher «Bewegig» erschien 2024 beim Verlag edition8. Für ihre Arbeit zu den Untergrundzeitungen im Zusammenhang mit den Zürcher Jugendunruhen erhielt sie 2019 den Jahrespreis des Schweizerischen Sozialarchivs. 
Zudem arbeitete Schulthess als Regieassistentin am Zürcher Theater Neumarkt tätig («Wer bist du und warum?» von Ilknur Bahadir und «Die Zürcher Prozesse» von Milo Rau) und assistierte ausserdem der Regisseurin Tatjana Turanskyj «Eine flexible Frau».
Als Dozentin lehrte sie an der Hochschule der Künste Bern und am Winterthurer Institut für aktuelle Musik.

## Privates
Anja Nora Schulthess ist Mutter zweier Töchter.

## Auszeichnungen
- 2015: Semesterpreis der Universität Zürich[4]
- 2019: Jahrespreis des Schweizerischen Sozialarchivs[5]
- 2022: Zentralschweizer Literaturpreis[6]

## Publikationen (Auswahl)
- Worthülsen Luftlettern Dreck. (Lyrik), Amsel Verlag, Zürich 2017.
- Das Packeis vermüllern. Die Zeitungen Eisbrecher und Brecheisen der Zürcher «Bewegig» zwischen Lust, Frust und Repression. Verlag Edition 8, Zürich 2023, ISBN 978-3-85990-484-2.
- Müllern, Spotten, Brechen! Die Untergrundzeitungen «Eisbrecher» und «Brecheisen» der Zürcher «Bewegig» zwischen Lust, Frust und Repression 1980 bis 1982. Limmat, Zürich 2024, ISBN 978-3-03926-001-0.